# Episodi di Un caso di coscienza (terza stagione)
La terza stagione della serie televisiva Un caso di coscienza, dal titolo Un caso di coscienza 3, andò in onda in prima visione su Rai Uno nel 2008.
| nº | Titolo italiano      | Prima TV Italia |
| -- | -------------------- | --------------- |
| 1  | False apparenze      | 7 gennaio 2008  |
| 2  | Illusione mortale    | 8 gennaio 2008  |
| 3  | Fantasmi del passato | 14 gennaio 2008 |
| 4  | Fine di una stella   | 21 gennaio 2008 |
| 5  | Senza pietà          | 28 gennaio 2008 |
| 6  | Scacco al re         | 4 febbraio 2008 |